# Sandkula
Sandkula (Microcosmus glacialis) är en sjöpungsart som först beskrevs av Sars 1859.  Sandkula ingår i släktet Microcosmus och familjen lädermantlade sjöpungar. Det är osäkert om arten förekommer i Sverige. Inga underarter finns listade i Catalogue of Life.